# 宮崎県立赤江まつばら支援学校
宮崎県立赤江まつばら支援学校（みやざきけんりつ あかえまつばらしえんがっこう）は、宮崎県宮崎市大字田吉（宮崎市東部）にある県立特別支援学校。病弱者（身体虚弱者を含む）を対象とした特別支援教育を行っている。

## 概要
歴史
1976年（昭和51年）に「宮崎県立赤江養護学校」として創立。現校名となったのは2008年（平成20年）。2016年（平成28年）に創立40周年を迎える。
特色
国立病院機構宮崎東病院等に入院療養・通院治療している子どもに幼稚園から高等学校の特別支援教育を、宮崎大学医学部附属病院と宮崎県立宮崎病院小児科に入院療養している小中学生を対象に訪問教育を行っている。遠方出身者のために寄宿舎も設けられている。
設置学部
- 幼稚部
- 小学部
- 中学部
- 高等部

校訓
「のぞみ高く ねばり強く 誇りを胸に チャレンジャーであれ」
校章・校歌

## 沿革
- 1972年（昭和47年）4月1日 - 国立赤江療養所内に宮崎市立赤江小学校と宮崎市立赤江中学校の分校が設置される。
- 1976年（昭和51年）4月1日 - 上記2校の分校を統合の上「宮崎県立赤江養護学校」が開設される。
- 2008年（平成20年）4月1日 - 「宮崎県立赤江まつばら支援学校」（現校名）に改称。

## 交通
最寄りの鉄道駅
- JR九州 宮崎空港線 「宮崎空港駅」

最寄りのバス停
- 宮崎交通 「国立東病院」バス停で下車。

最寄りの幹線道路
- 国道220号（宮崎南バイパス）「空港ランプ」・「本郷ランプ」
- 宮崎県道367号中村木崎線

## 周辺
- 国立病院機構宮崎東病院
- 特別養護老人ホームみやざき荘
- 宮崎空港
- 宮崎カントリークラブ

## 主な卒業生
- 米良美一（声楽家）